# 尼多普
尼多普（荷兰语：Niedorp）是位於荷蘭的西北部北荷蘭省的一個村莊，位於西弗里斯兰地區。尼多普在1415年獲得城市地位。尼多普曾是一個獨立的市镇，但在2012年被併入新設立的荷兰克龙。

## 外部連結
- City Site （页面存档备份，存于） (Dutch)
- Nieuws over Niedorp （页面存档备份，存于） (Dutch)
- Alles over Schagen FM, de lokale omroep voor Schagen, Zijpe, Niedorp en Harenkarspel （页面存档备份，存于） (Dutch)